# Distretto di Piaseczno
Il distretto di Piaseczno (in polacco powiat piaseczyński) è un distretto polacco appartenente al voivodato della Masovia.

## Geografia antropica

### Suddivisioni amministrative
Il distretto comprende 6 comuni.
- Comuni urbano-rurali: Góra Kalwaria, Konstancin-Jeziorna, Piaseczno, Tarczyn
- Comuni rurali: Lesznowola, Prażmów